# Albinegros de Orizaba
Albinegros de Orizaba – meksykański klub piłkarski z siedzibą w mieście Orizaba, w stanie Veracruz. Obecnie występuje w Segunda División de México (III poziom rozgrywek).

## Historia
Zespół został założony w 1898 roku jako Orizaba Athletic Club (w skrócie Orizaba AC), z oddziałami krykietu i innych sportów. Sekcja piłki nożnej powstała w 1901 roku. Pierwsze rozgrywki piłkarskie w Meksyku, za czasów ery amatorskiej, odbyły się w roku 1902. Brało w nich udział 5 zespołów – Reforma AC, British Club, C.F. Pachuca, Mexico Cricket Club i właśnie Orizaba Athletic Club. Ostatni z wymienionych zespołów zdobył mistrzostwo kraju i został pierwszym triumfatorem w historii ligi. Podczas sezonu 1902-1903 królem strzelców został Anglik John Hogg z Orizaby, który skompletował 5 goli w 4 spotkaniach. Do profesjonalnej ligi, której rozgrywki rozpoczęły się w 1943 roku, zespół przystąpił pod nazwą A.D.O (Asociación Deportiva Orizabeña). Trenerem był wcześniejszy piłkarz drużyny, John Hogg. W sezonie 1946–1947 Anglik opuścił klub z powodów zdrowotnych – A.D.O. zajęli 12. miejsce w lidze na 15 zespołów. Nowym trenerem został Byron Kennell, także zawodnik mistrzowskiej drużyny z 1902 roku. Pod jego przywództwem klub wywalczył prestiżowe, piąte miejsce w rozgrywkach 1947-1948. W kolejnym sezonie uplasował się o miejsce niżej, jednak z powodów wewnętrznych został zdegradowany do drugiej ligi. W roku 1967 przystąpił do trzecioligowych rozgrywek i wygrał je 5 lat później. W drugiej lidze grał aż do lata 2002, kiedy to został rozwiązany. Niedługo powstał jednak nowy zespół, o nazwie Albinegros de Orizaba, który był filią UNAM Pumas. W roku 2008, w rocznicę 110-lecia klubu, zespół został podporządkowany Necaxie. Na początku 2009 roku inny drugoligowiec, Tiburones Rojos de Coatzacoalcos, przeniósł się do miasta Orizaba i zmienił nazwę na Albinegros. Obecnie występuje w drugiej lidze, a jego stadionem domowym jest obiekt Tiburones Rojos de Veracruz, Estadio Luis „Pirata” Fuente (podstawowa arena, Estadio Socum, jest w przebudowie).

## Reprezentanci kraju grający w klubie
| CONCACAF - Jorge Alberto Campos - Fredy Thompson |  | CONMEBOL - Roberto Cartes |  |  |

## Osiągnięcia
- Pierwsze miejsce
  - Primera División de México: 1902
  - Segunda División de México: 1972

### Królowie strzelców
| Piłkarz   | Sezon     |
| --------- | --------- |
| John Hogg | 1901-1902 |